# Fire Make Thunder
Fire Make Thunder è il quarto album discografico in studio del gruppo musicale statunitense OSI, pubblicato nel 2012 dalla Metal Blade Records.

## Tracce
1. Cold Call – 7:10
2. Guards – 5:03
3. Indian Curse – 4:42
4. Enemy Prayer – 4:54
5. Wind Won't Howl – 5:05
6. Big Chief II – 3:04
7. For Nothing – 3:18
8. Invisible Men – 9:54

## Formazione
- Kevin Moore - voce, tastiere
- Jim Matheos - chitarra, basso, tastiere
- Gavin Harrison - batteria